# Commune fusionnée Göllheim
La commune fusionnée Göllheim est une municipalité allemande située dans le land de Rhénanie-Palatinat et l'arrondissement du Mont-Tonnerre.